# Стадіонний провулок (Київ)
Стадіон́ний прову́лок — провулок у Солом'янському районі міста Києва, місцевість Солом'янка. Пролягає від вулиці Брюллова до Стадіонної вулиці.
Прилучаються вулиці Архітектора Кобелєва та Платонівська. Сходами сполучується з вулицею Георгія Кірпи.

## Історія
Провулок виник наприкінці 20-х років XX століття (за винятком відтинку між вулицями Брюллова та Архітектора Кобелєва, що існував раніше). Сучасна назва — з 1928 року.

## Установи
- Стадіон «Локомотив» (буд. № 10/2)

## Зображення

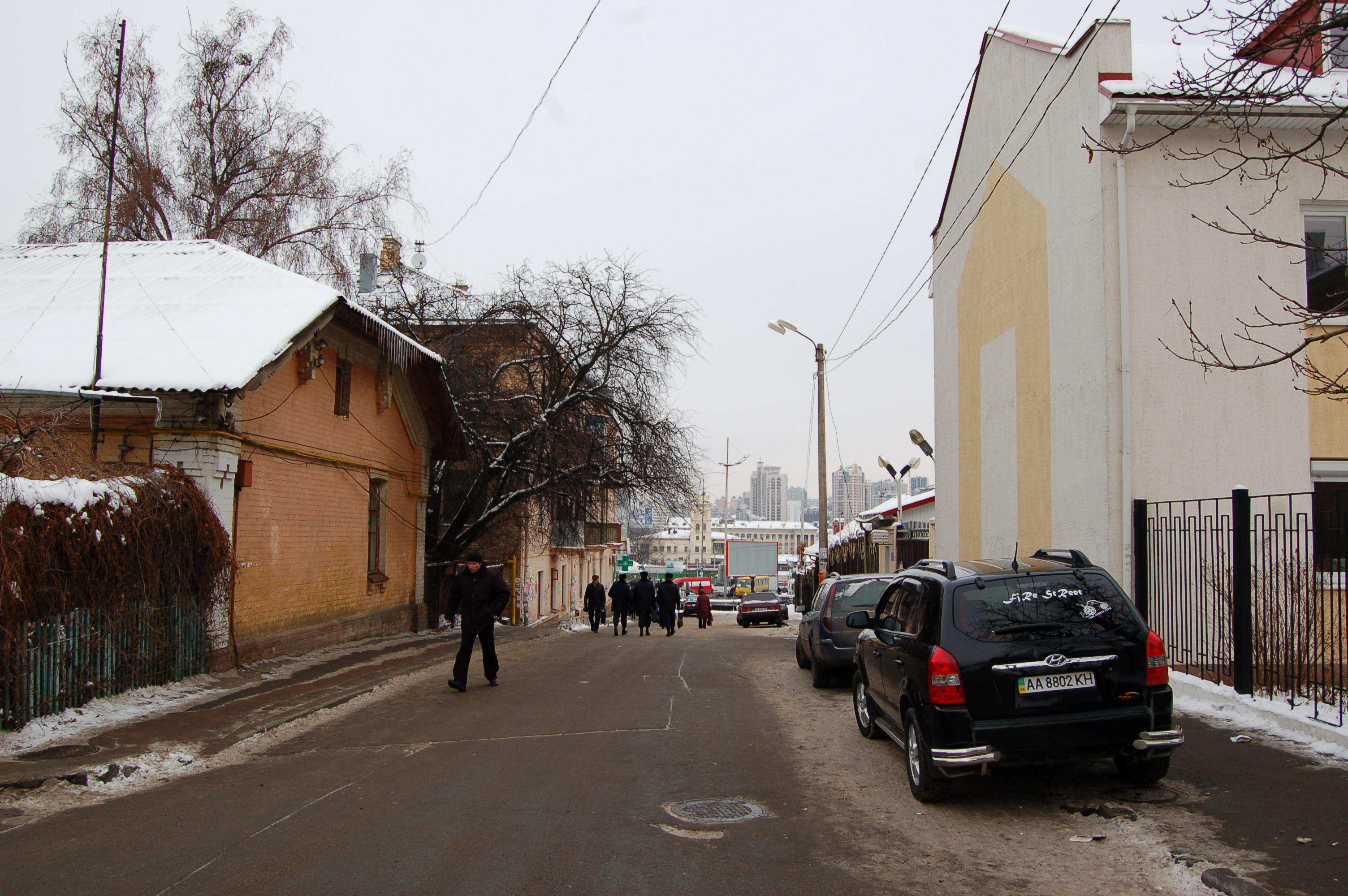
У бік вулиці Георгія Кірпи
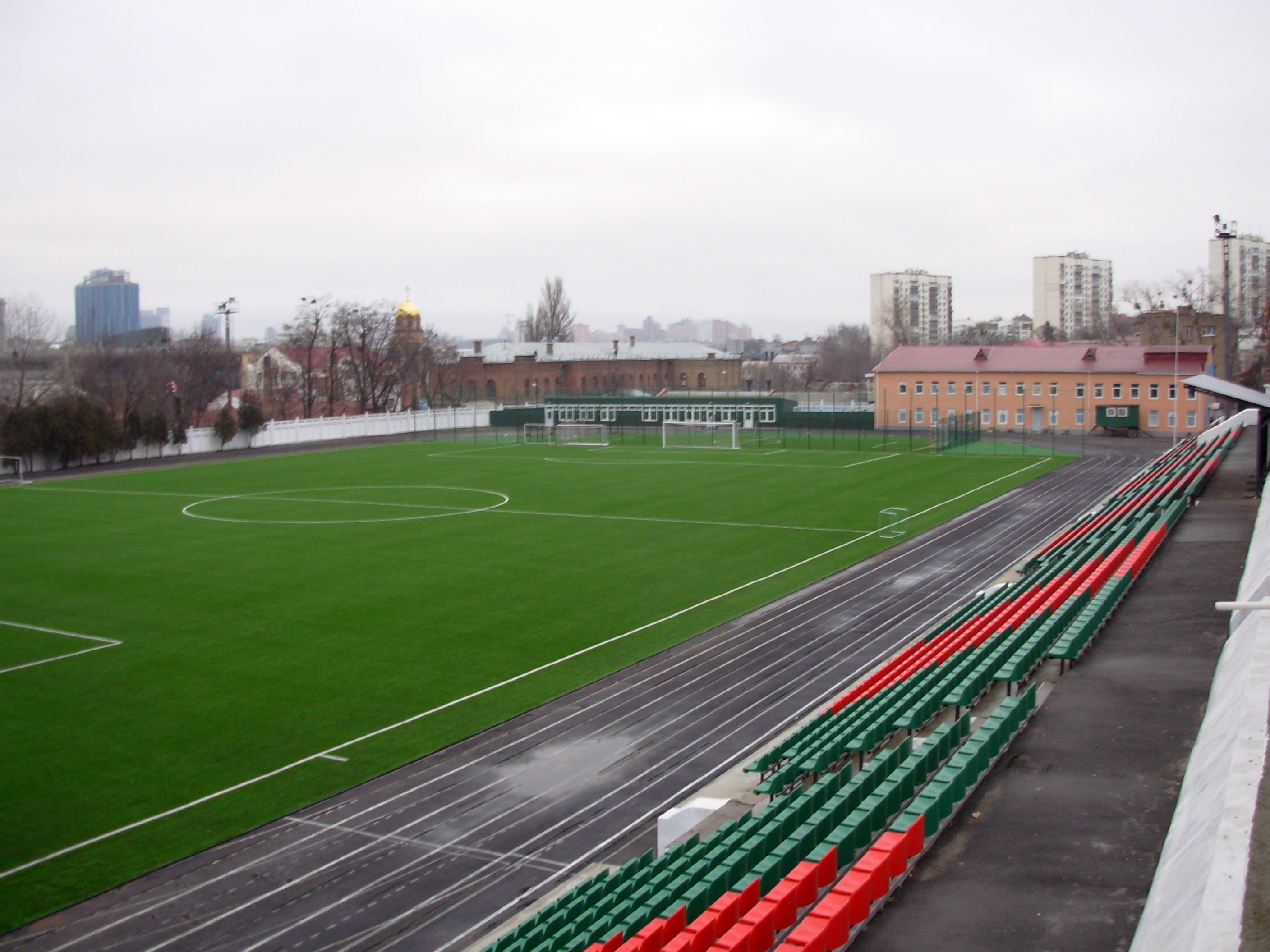
Стадіон «Локомотив»